# Bistum Trois-Rivières
Das Bistum Trois-Rivières (lateinisch Dioecesis Trifluvianensis in Canada, französisch Diocèse de Trois-Rivières) ist eine in Kanada gelegene römisch-katholische Diözese mit Sitz in Trois-Rivières.

## Geschichte

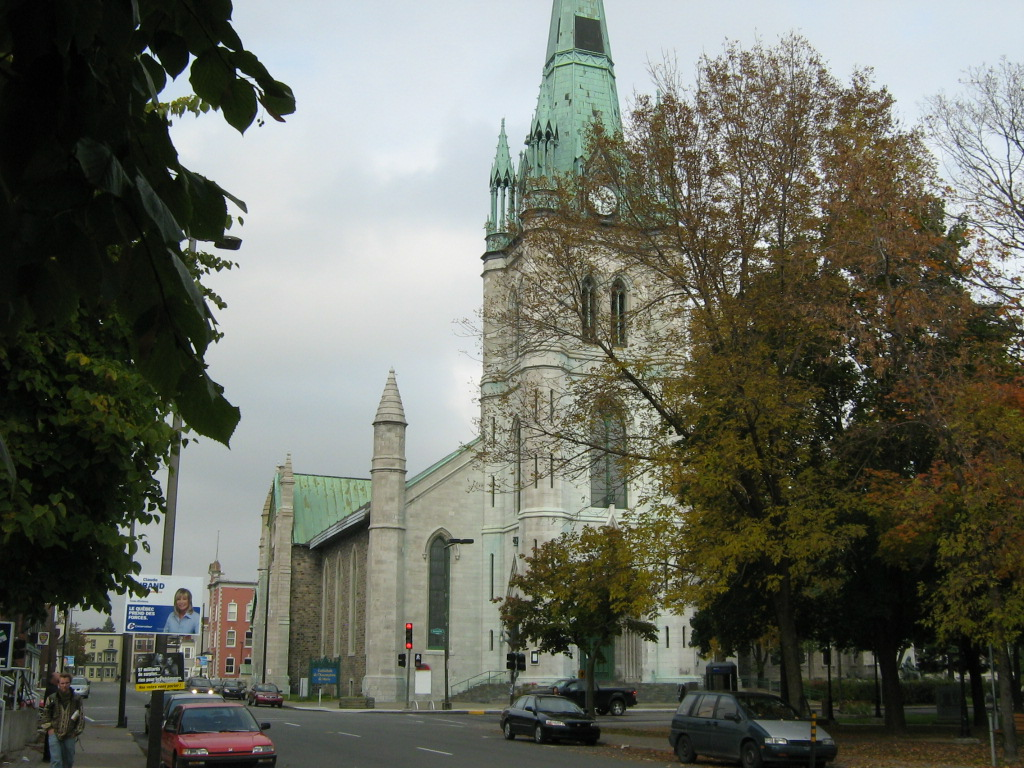
Kathedrale Assomption in Trois Rivières

Das Bistum Trois-Rivières wurde am 8. Juni 1852 durch Papst Pius IX. aus Gebietsabtretungen des Erzbistums Québec errichtet und diesem als Suffraganbistum unterstellt. Das Bistum Trois-Rivières gab am 28. August 1874 Teile seines Territoriums zur Gründung des Bistums Sherbrooke ab. Weitere Gebietsabtretungen erfolgten am 11. Juli 1882 zur Gründung des Apostolischen Vikariates Pontiac und am 10. Juli 1885 zur Gründung des Bistums Nicolet.

## Bischöfe von Trois-Rivières
- 1852–1870: Thomas Cooke
- 1870–1898: Louis-François Richer dit Laflèche
- 1899–1934: François-Xavier Cloutier
- 1934–1945: Alfred-Odilon Comtois
- 1946–1947: Maurice Roy, dann Erzbischof von Québec
- 1947–1975: Georges Léon Pelletier
- 1975–1996: Laurent Noël
- 1996–2012: Martin Veillette
- 2012–2021: Joseph Luc André Bouchard
- seit 2022: Martin Laliberté PME